# Liagoraceae
Famille
Les Liagoraceae sont une famille d’algues rouges de l’ordre des Nemaliales, dans la classe des Florideophyceae. 

## Liste des genres
Selon AlgaeBase (3 août 2017) :
- genre Akalaphycus Huisman, I.A.Abbott & A.R.Sherwood
- genre Cumagloia Setchell & N.L.Gardner
- genre Cylindraxis Kraft
- genre Dermonema Harvey ex Heydrich
- genre Dotyophycus I.A.Abbott
- genre Ganonema K.-C.Fan & Yung-C.Wang
- genre Gloiocallis Showe M.Lin, Huisman & D.L.Ballantine
- genre Gloiotrichus Huisman & Kraft
- genre Helminthocladia J.Agardh
- genre Helminthora J.Agardh
- genre Hommersandiophycus Showe M.Lin & J.M.Huisman
- genre Izziella Doty
- genre Liagora J.V.Lamouroux
- genre Macrocarpus Showe M.Lin, S.-Y.Yang & Huisman
- genre Neoizziella Showe M.Lin, S.-Y.Yang & Huisman
- genre Otohimella Mas.Suzuki
- genre Patenocarpus Yoshizaki
- genre Sinocladia C.K.Tseng & W.Li
- genre Stenopeltis Itono & Yoshizaki
- genre Titanophycus Huisman, G.W.Saunders & A.R.Sherwood
- genre Trichogloea Kützing
- genre Trichogloeopsis I.A.Abbott & Doty
- genre Yoshizakia Showe M.Lin, Huisman & C.Payri

Selon World Register of Marine Species (3 août 2017) :
- genre Akalaphycus Huisman, I.A.Abbott & A.R.Sherwood, 2004
- genre Cumagloia Setchell & N.L.Gardner, 1917
- genre Cylindraxis Kraft, 1989
- genre Dermonema Harvey ex Heydrich, 1894
- genre Dotyophycus I.A.Abbott, 1976
- genre Ganonema K.-C.Fan & Yung-C.Wang, 1974
- genre Gloiocallis S.-M.Lin, Huisman & D.L.Ballantine, 2014
- genre Gloiotrichus Huisman & Kraft, 1994
- genre Helminthocladia J.Agardh, 1851
- genre Helminthora J.Agardh, 1851
- genre Hommersandiophycus S.-M.Lin & J.M.Huisman, 2014
- genre Izziella Doty, 1978
- genre Liagora J.V.Lamouroux, 1812
- genre Liagoropsis Yamada, 1944
- genre Macrocarpus S.M.Lin, S.-Y.Yang & Huisman, 2011
- genre Nemalion Duby, 1830
- genre Neoizziella S.M.Lin, S.-Y.Yang & Huisman, 2011
- genre Patenocarpus Yoshizaki, 1987
- genre Sinocladia C.K.Tseng & W.Li, 2000
- genre Stenopeltis Itono & Yoshizaki, 1992
- genre Titanophycus Huisman, G.W.Saunders & A.R.Sherwood, 2006
- genre Trichogloea Kützing, 1847
- genre Trichogloeopsis I.A.Abbott & Doty, 1960
- genre Yamadaella I.A.Abbott, 1970
- genre Yoshizakia S.-M.Lin, Huisman & C.Payri, 2013

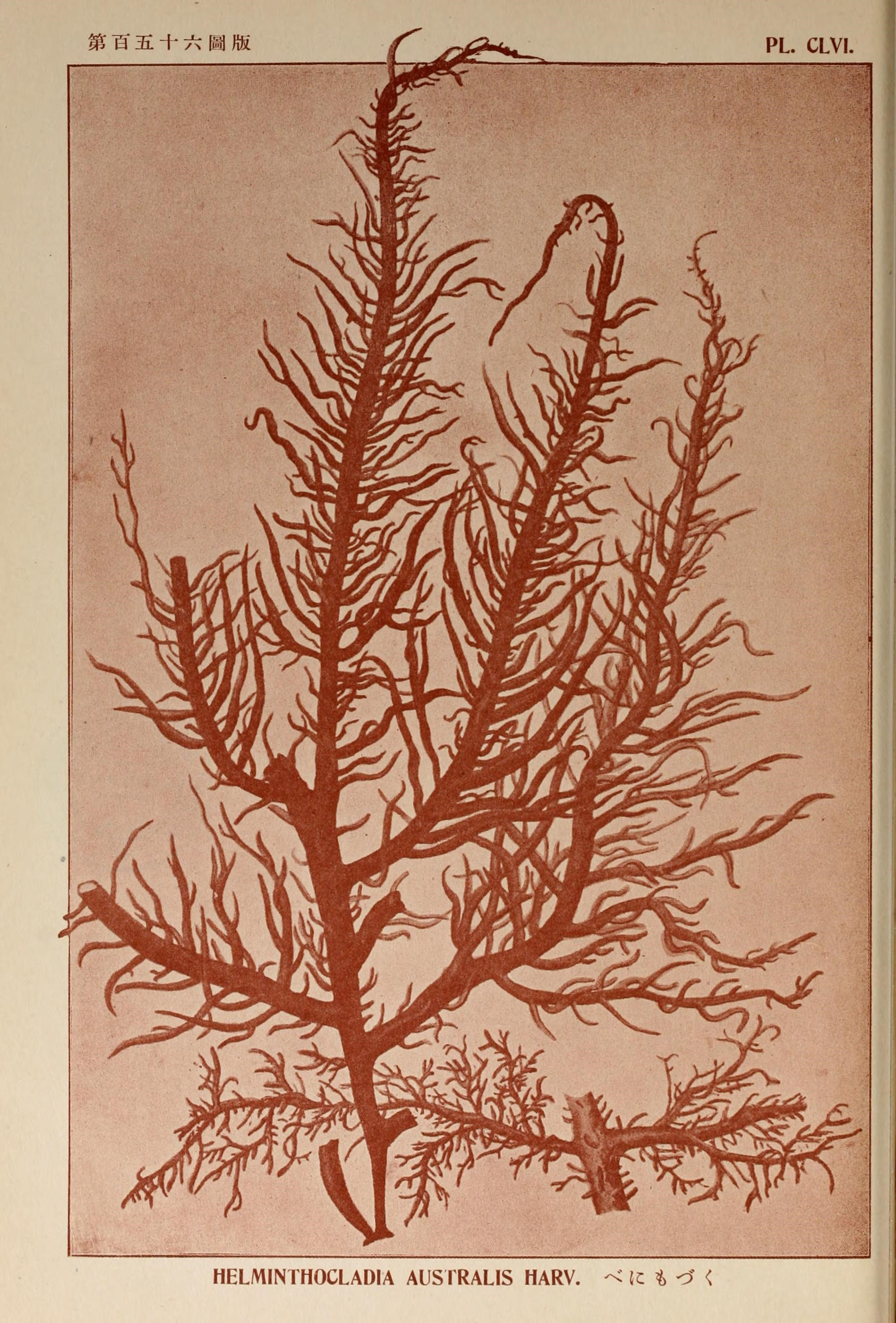
Helminthocladia australis
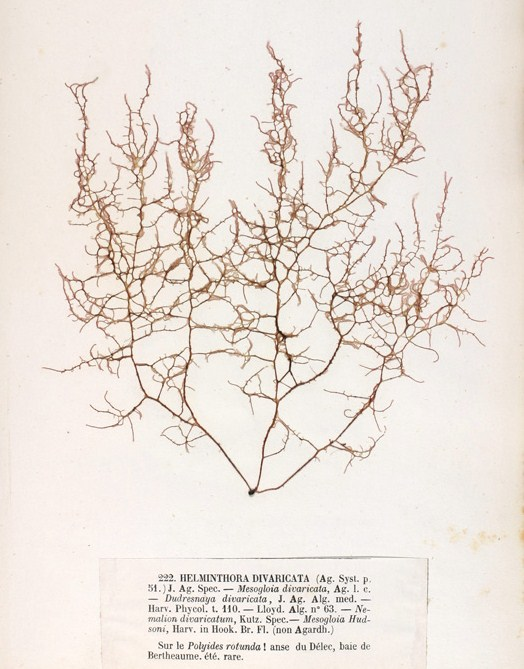
Helminthora divaricata
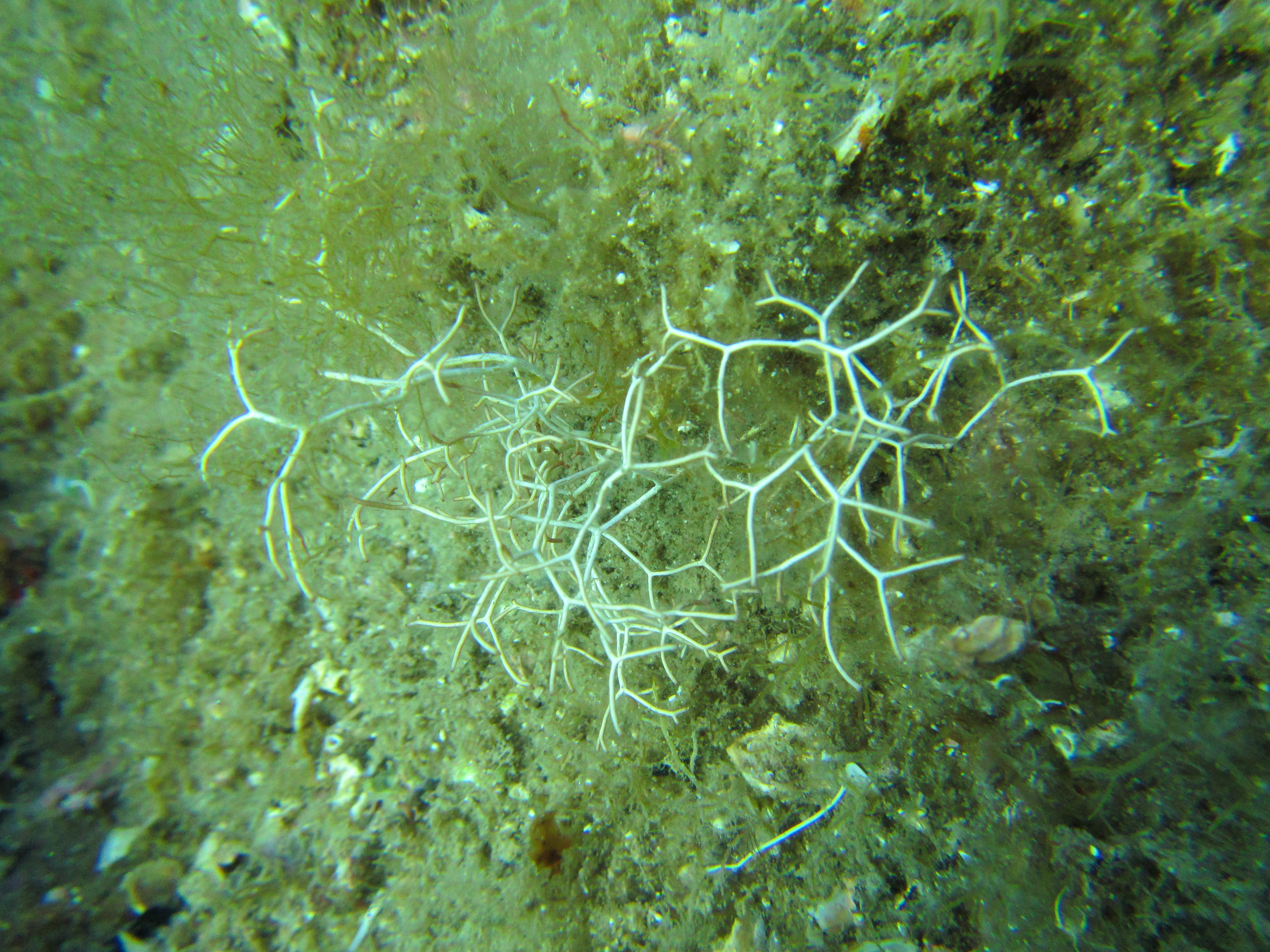
Liagora viscida
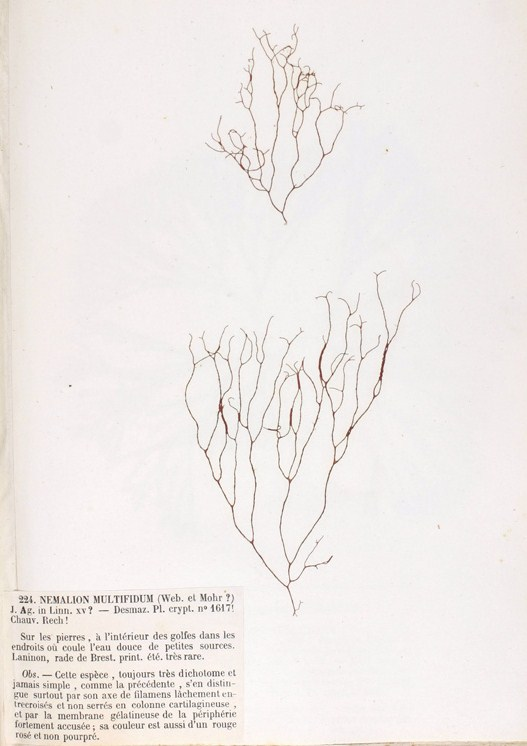
Nemalion multifidum
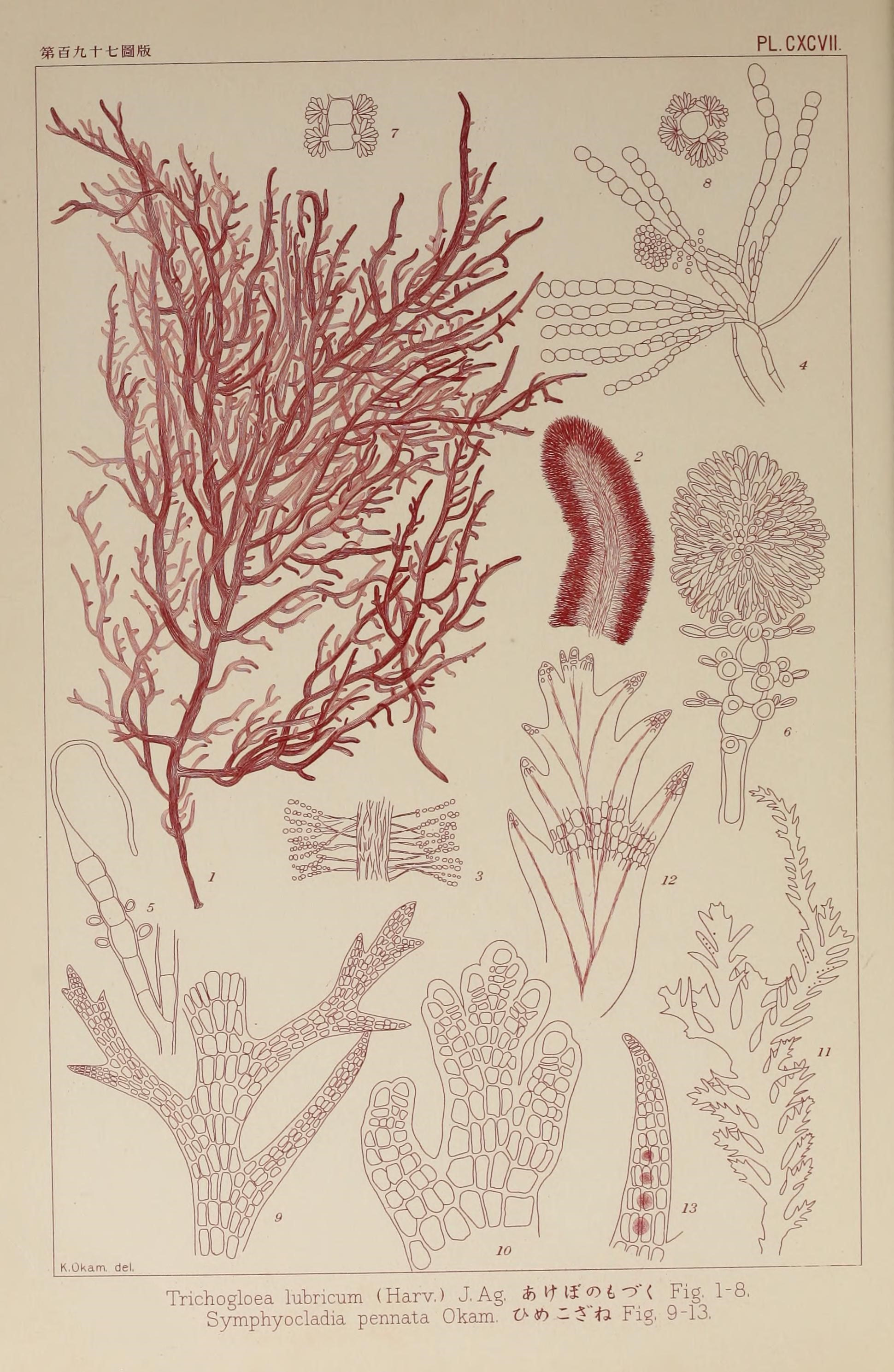
Trichogloea lubrica (avec Symphyocladia pennata